# Дворец Елизаветы
Дворец Елизаветы (рум. Palatul Elisabeta) — королевская резиденция в Бухаресте, расположенная на улице Бульвар «Король Михай I» в парке короля Михая I.
В настоящее время здание служит резиденцией Румынской королевской семьи и Её Величества Маргариты, кронпринцессы Румынии, хранительницы Румынского престола.

## История
Дворец расположен в парке короля Михая I возле Музея румынской деревни им. Димитрия Густи, неподалёку от Летнего театра.
На крыше дворца установлен флагшток. Согласно королевскому протоколу, личный флаг короля («Королевский флаг») всегда поднят, когда король (реже — член королевской семьи с самым высоким рангом в порядке приоритета) находится во дворце. Флаг немедленно опускается, когда король покидает резиденцию. Если ни один из членов королевской семьи не находится во дворце, на мачте развевается национальный флаг Румынии с большим гербом Королевства Румынии в центре. «Королевский флаг» дворца Елизаветы можно увидеть в парке короля Михая I с мостика на Аллее роз у Триумфальной арки.
Дворец был построен в 1936 году и открыт 19 декабря 1937 для принцессы Елизаветы Румынской, бывшей королевы-консорта Греции, дочери румынского короля Фердинанда I и королевы Марии Эдинбургской, сестры румынского короля Кароля II. Принцесса, вернувшись в Румынию из Лондона (где жила с супругом в вынужденной эмиграции из-за упразднения монархии в результате восстания 11 сентября 1922 года) после развода с греческим королём Георгом II, на несколько лет поселяется в замке Пелеш, затем в замке Банлок до тех пор, пока дворец достраивался. Раздражённая присутствием при дворе Елены Лупеску, любовницы своего брата, короля Кароля II, и не желая расстраивать его по этому поводу, принцесса, прожив во дворце незначительное время, переехала обратно в замок Банлок.
После бомбардировок Королевского дворца, расположенного на проспекте Победы, на следующий день после событий 23 августа 1944 года, король Михай I попросил разрешения у своей тёти временно перенести свой двор во дворец.
6 марта 1945 во дворце проходили переговоры Михая I и уполномоченного СССР в Румынии Андрея Вышинского, прибывшего в Бухарест для урегулирования конфликта между королём и правительством. Король отказывался подписывать законы и декреты и назначить главой румынского правительства Петру Грозу. В ходе переговоров Вышинский позволил себе кричать на короля и ударил кулаком по столу, после чего вышел из кабинета короля, хлопнув с силой дверью, отчего с потолка упал кусок гипсовой штукатурки. Петру Гроза всё же был назначен премьер-министром Румынии, однако король Михай I продолжал игнорировать указы парламента и правительства, что в дальнейшем получило название «королевская забастовка». 
30 декабря 1947 в замке король Михай I подписывает отречение от трона.
Дворец находился в собственности тёти Михая, принцессы Елизаветы, до его национализации в 1948 году. В 1997 году дворец перешёл в собственность Румынской королевской семьи и находится в ведении управления имуществом Государственного протокола.
Сегодня дворец является единственной официальной резиденцией королевской семьи в Бухаресте и одним из мест встречи иностранных делегаций, местом общенационального празднования дня рождения короля Михая I и проведения дня открытых дверей для желающих изучать историю и узнать о повседневной жизни королевской семьи.